# Remaster gourdoni
Remaster gourdoni är en sjöstjärneart som beskrevs av Jean Baptiste François René Koehler 1912. Remaster gourdoni ingår i släktet Remaster och familjen Korethrasteridae. Inga underarter finns listade i Catalogue of Life.